# 土地区画整理士
土地区画整理士（とちくかくせいりし）は、土地区画整理事業の円滑な施行が進められるように、当該事業に関する専門的知識の維持向上を図ることを目的として、国土交通大臣が行う技術検定に合格した者。

## 概要
- 土地区画整理事業の専門家として、事業の推進について中心的な役割を担うことが期待されている。

## 受験資格
- 受験資格は下記の(1) - (5)のいずれかに該当する者[1]。実務経験の証明は、所属機関の代表者等による所定様式の証明書が必要となる。
- (1) 大学卒業後
  - 実務経験年数
    - 指定学科 - 1年以上
    - 指定学科以外 - 3年以上
- (2) 短期大学・高等専門学校卒業後
  - 実務経験年数
    - 指定学科 - 2年以上
    - 指定学科以外 - 4年以上
- (3) 高等学校卒業後
  - 実務経験年数
    - 指定学科 - 3年以上
    - 指定学科以外 - 5年以上
- (4) 不動産鑑定士・不動産鑑定士補
  - 実務経験年数
    - 2年以上（ただし大学の指定学科卒においては1年以上）
- (5) その他の者
  - 実務経験年数
    - 8年以上

## 指定学科
- 土木工学(農業土木、鉱山土木、森林土木、砂防、治山、緑地及び造園に関する学科を含む)、都市工学、衛生工学、交通工学、建築学、法律学、経済学、商学、経営学及び地理学に関する学科をいう。

## 実務経験年数
- 土地区画整理法に定めるところに従って行われる事業（土地区画整理法に基づく認可を受けた事業のみ）の施行又は推進に係る実務に従事した期間の合計年数である。実務経験は、卒業後のものしか認められておらず、大学又は高等学校の夜間部（2部）の卒業者が在学中の実務経験を加える場合の学歴は、その1つ前の高等学校卒業又は中学校卒業となる。技術士建設部門 - 選択科目:都市及び地方計画の資格を持つ者は学科試験科目の一部が免除される。
- Ａ　事業施行実務（特定の事業地区の直轄業務又は受託業務）（1）事業調査 （事業化のための調査、計画、調整等）（2）事業計画 （事業計画、実施計画、企画、調整等）（3）測量 （現況測量、確定測量、出来形確認測量等）（4）換地設計 （土地評価、換地設計、仮換地指定等）（5）移転 ・ 補償 （移転・移設・補償の計画、実施等）（6）工事設計・監理 （工事計画、工事設計、工事監理等）（7）換地計画・処分 （換地計画、換地処分、登記等）（8）実務監理 （実務全般の監理、指導等）
- Ｂ　事業管理（特定の事業地区の運営、管理）（1）土地区画整理審議会委員（2）評価員（3）土地区画整理組合理事（4）土地区画整理組合監事（5）個人・共同施行者
- Ｃ　指導・監理（官公庁、公団等における指導・監理）（1）事業指導（事業一般の指導、監督、認可、助成、企画、区域決定、その他）（2）訟務・法規指導

## 試験
- 試験は9月上旬。試験地は仙台市、東京、名古屋市、大阪市、福岡市

### 試験科目
学科試験
1. 土地区画整理事業総論
2. 換地計画
3. 土地評価
4. 法規

実地試験
1. 換地計画

## 主務官庁
- 国土交通省の所管となる。